# Cissachroa
Cissachroa és un gènere monotípic d'arnes de la família Crambidae descrit per Alfred Jefferis Turner el 1937. La seva única espècie, Cissachroa callischema, descrita en el mateix article, es troba a Austràlia.